# Almindelig tornaralie
Almindelig tornaralie (Eleutherococcus sieboldianus) eller Siebolds fingeraralie er en løvfældende busk med en åben og uregelmæssig vækstform, hvor hovedskuddene er oprette, og hvor sidegrenene er buet overhængende. Hele planten er giftig. Sygdomme og skadedyr er ikke kendt, når den anvendes som haveplante.

## Beskrivelse
Barken er først glat og grøn med spredte torne ved bladfæsterne og med lyse, vorteagtige korkporer. Senere bliver den grågul og til sidst grå og lidt furet. Knopperne er spredte, kegleformede og lysegrønne. Bladene er sammensatte med fem omvendt ægformede småblade. Randen er savtakket, oversiden er glinsende grøn, og undersiden er mere mat grågrøn. Efterhånden dannes der dværgskud, hvorfra der kommer bundter af blade. Blomsterne er små og uanselige, samlet i gulgrønne, kugleformede stande. Frugterne modner sjældent i Danmark, men de er sorte bær i en stand, der minder om vedbends frugtstand.
Rødderne er højtliggende og danner (forholdsvis få) rodskud. 
Højde x bredde og årlig tilvækst: 2 x 2 m (20 x 20 cm/år). 

## Hjemsted
Almindelig tornaralie vokser i lysninger og som skovbryn i frodige, fugtige løvskove på veldrænet og næringsfattig jord i Kina og Japan. Her findes den sammen med bl.a. hortensia, skæbnetræ, have-aucuba, japansk pieris, krybende benved, stor kranstop, stor stjernetop og vinterglans.